# Губернаторский дворец (Ватикан)
Губернаторский дворец — резиденция Папской комиссия по делам государства-града Ватикана. Дворец расположен за собором Святого Петра в Садах Ватикана.
В нынешнем виде здание было построено между 1927 и 1931 годами в стиле эклектика, причём в него были включены объёмы более ранних зданий. Во дворце имеется домовая церковь Санта-Мария-Регина-делла-Фамилия. Дворец сильно пострадал во время бомбардировки Ватикана во время Второй мировой войны, но уже вскоре после этого был восстановлен.